# Roberto Pinheiro
Pour les articles homonymes, voir Roberto Silva (homonymie), Pinheiro et Silva.
Roberto Pinheiro da Silva (né le 9 janvier 1983 à Parnamirim) est un coureur cycliste brésilien, professionnel de 2010 à 2017.

## Biographie
Roberto Pinheiro est en 2007 vice-champion du Brésil sur route. Il rejoint l'équipe continentale brésilienne Funvic-Pindamonhangaba en  2010. Lors de sa première année, il a gagné deux étapes sur le Tour d'Uruguay et du Tour de Gravataí.
En 2014, il est à nouveau vice-champion du Brésil sur route. En 2017, il décroche le titre national.
Le 11 avril 2018, il est provisoirement suspendu par l'UCI pour usage de substances interdites,.

## Palmarès et résultats

### Palmarès par année
- 2005
  - Copa Cidade Canção
- 2007
  - Tour de Mato Grosso :
    - Classement général
    - 1re et 2e étapes

  - 2e du championnat du Brésil sur route
- 2008
  - Grande Prémio Cidade de Montes Claros
  - Copa da República de Ciclismo
- 2010
  - 2e étape du Torneio de Verão
  - 5e et 9e étapes du Tour d'Uruguay
  - 4e et 5e étapes du Tour de Gravataí
- 2011
  - 4e étape du Tour de Gravataí
  - Prova Ciclística 9 de Julho
  - Prova Governador Dix-Sept Rosado
  - 4e, 6e et 8e étapes du Tour du Brésil-Tour de l'État de Sao Paulo
  - 2e de la Copa América de Ciclismo
- 2012
  - 5e étape du Tour de Rio
  - 2e de la Copa América de Ciclismo
- 2013
  - Grande Prémio São Paulo
  - Prova São Salvado
  - Desafio de Salvador
  - Grande Prémio Genival dos Santos
  - Volta de Natal
- 2014
  - Desafio Padre José de Anchieta
  - Volta do Grande ABCD
  - Prova Governador Dix-Sept Rosado
  - 2e du championnat du Brésil sur route
- 2015
  - 1re étape du Tour du Rio Grande do Sul
  - Copa Light
- 2016
  - 3e du championnat du Brésil sur route
- 2017
  -  Champion du Brésil sur route
  - Torneio de Verão :
    - Classement général
    - 1re, 2e et 3e étapes

  - 3eb étape du Tour d'Uruguay (contre-la-montre par équipes)
- 2018
  - 2ea étape du Tour d'Uruguay (contre-la-montre par équipes)
- 2024
  -  Champion du Brésil sur route

### Classements mondiaux
| Année            | 2007 | 2008 | 2009 | 2010 | 2011 | 2012 | 2013 | 2014 | 2015 | 2016 | 2017 |
| ---------------- | ---- | ---- | ---- | ---- | ---- | ---- | ---- | ---- | ---- | ---- | ---- |
| UCI America Tour | 30e  |      |      | 33e  | 171e | 37e  | 172e | 103e | 142e | 125e | 107e |